# Bornpark

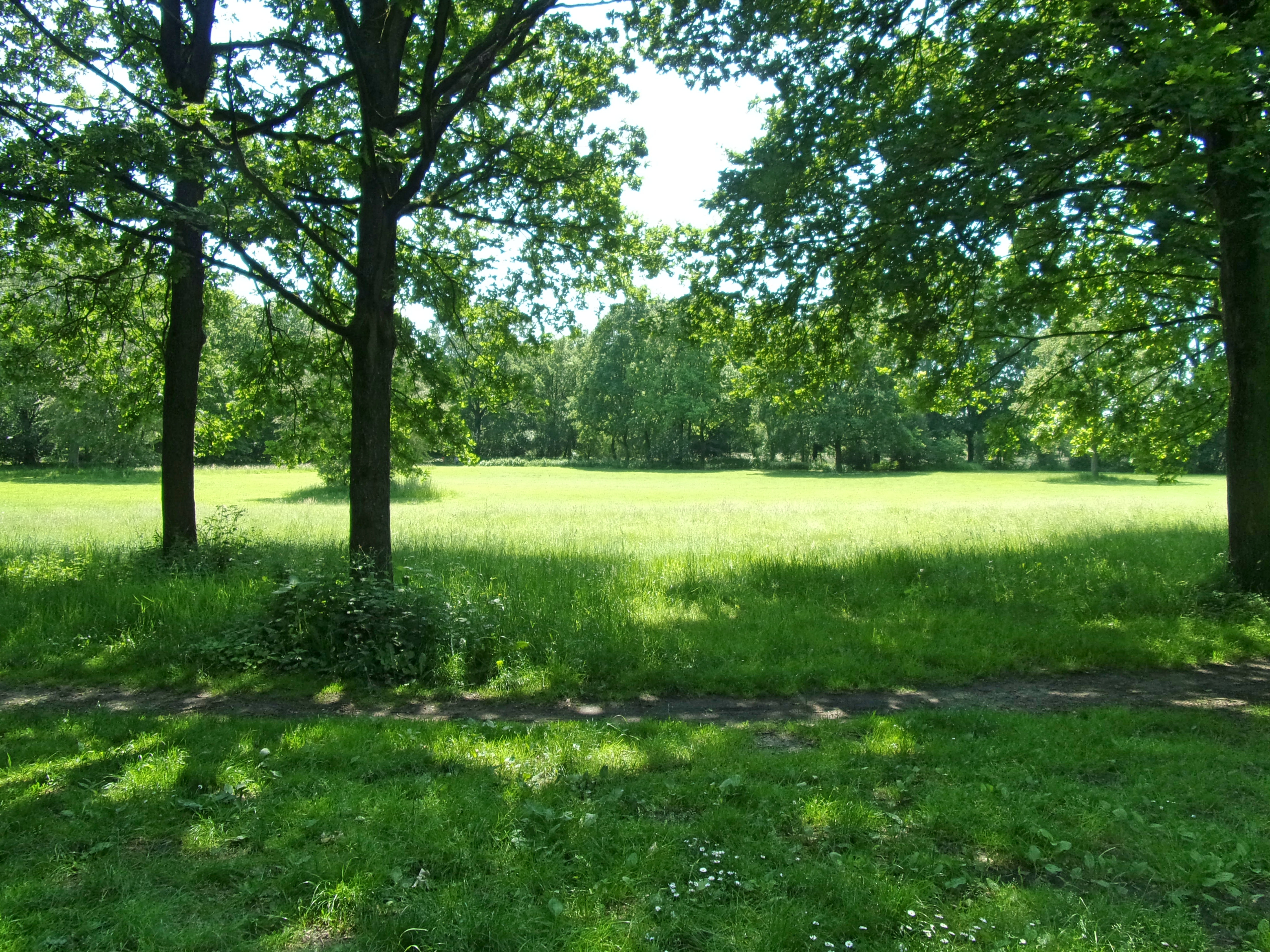
Bornpark in HH-Osdorf

Der Bornpark ist ein öffentlicher Park in Hamburg-Osdorf. Er liegt rund um den Helmuth-Schack-See und die Bäche Düpenau und Luruper Moorgraben. Er wird als Naherholungsgebiet vor allem von den Einwohnern von Osdorf, dem Osdorfer Born und den umliegenden Orten wie Schenefeld in Schleswig-Holstein genutzt. Der Park erstreckt sich über eine Fläche von 13,4 Hektar.

## Geschichte
Im Bereich des Helmuth-Schack-Sees befanden sich bis in die 1960er Jahre Teile des Moorgebiets des Deesmoors, einem Urstrommoortal. Nach dem Bau eines Wehrs füllte sich der Bereich mit Wasser und diente als Rückhaltebecken. Eine Gemeinschaft von Anglern kümmerte sich darum. Anschließend wurde rund um den See ein öffentlicher Park angelegt. Der erste Abschnitt des Bornparks wurde am 9. Oktober 1982 eröffnet, die endgültige Eröffnung erfolgte am 20. Juni 1986.

## Einrichtungen
Im Park befinden sich ein Spielplatz, eine Hundezone, eine Rodelbahn, eine BMX-Strecke und der Sportplatz „Kroonhorst“. Am Helmuth-Schack-See können Kinder und Jugendliche Kanus ausleihen und paddeln lernen. Ein öffentliches Freibad befindet sich in der Osdorfer Feldmark südlich des Bornparks. Vor dem Bau des Freibades befand sich dort ein Badeteich, der sogenannte „Born“.

## Rezeption
Die Tageszeitung schrieb, dass der Park als grüne Umgebung des Osdorfer Borns dazu beitrage, das Viertel „wie eine Idylle“ erscheinen zu lassen.